# Natalia Widawska
Natalia Widawska (ur. 15 grudnia 1999) – polska lekkoatletka.
Złota medalistka, w sztafecie 4 x 400 metrów, mistrzostw Europy U23 (2019).  
Reprezentantka Polski w meczach międzypaństwowych.
Rekord życiowy w biegu na 400 metrów: 54,36 (16 czerwca 2018, Vyškov).

## Osiągnięcia
| Rok  | Impreza                | Miejsce | Konkurencja             | Pozycja           | Wynik   |
| ---- | ---------------------- | ------- | ----------------------- | ----------------- | ------- |
| 2018 | Mistrzostwa świata U20 | Tampere | sztafeta 4 x 400 metrów | el. – 10. miejsce | 3:38,23 |
| 2019 | Mistrzostwa Europy U23 | Gävle   | sztafeta 4 x 400 metrów | 1. miejsce        | 3:32,56 |